# Biserica „Sfânta Treime” din Grătiești
Biserica „Sfânta Treime” este o biserică amplasată în Grătiești, municipiul Chișinău, Republica Moldova. Este un monument arhitectural de importanță națională inclus în Registrul monumentelor Republicii Moldova ocrotite de stat cu nr. 422 (municipiul Chișinău). Datează din 1904-1908.

## Istoric
În anul 1903, un grup de șase creștini din satul Grătiești, format din Caraman Grigore, Osman Hîncu, Mitrofan Florica, Ion Florica, Eftodie Roibu și Pascal Ioan, a avut inițiativa de a construi o biserică în satul lor. Un an mai târziu, în 1904, aceștia au invitat un arhitect care a ales un teren propus de boieresa Brușteneasa, de origine evreică, unde urma să fie ridicată biserica. Înainte de construirea acestui lăcaș de cult, creștinii din Grătiești frecventau biserica „Constantin și Elena” din Chișinău.
În urma unei aprobări date de Consistorul Duhovnicesc din Chișinău, Comisia de Construcții a  aprobat la data de 21 iunie 1902  proiectul de construcții a bisericii de piatră din s. Grătiești, județul Chișinău.  Conducerea eparhială a autorizat, pe 28 aprilie/4 mai 1904, construirea bisericii de piatră în satul Grătiești cu mijloace proprii ale localnicilor. Prima colectă de fonduri, organizată prin condica de milă din 25 august 1905, a adunat 2,236 ruble și 3 copeici. După patru ani de muncă, costurile totale ale construcției au ajuns la 60,000 ruble.
Biserica „Sfânta Treime” a fost sfințită în anul 1908, în prezența unui sobor de unsprezece preoți, după ce toate lucrările, inclusiv instalarea iconostasului, au fost finalizate. Sfințirea a fost realizată de către autoritățile ecleziastice, iar la acea dată, s-a construit și zidul împrejmuitor al bisericii cu fondurile adunate cu ocazia evenimentului religios. Încheierea completă a lucrărilor a fost certificată de către arhitectul Mihail Seroținschi, acesta indicând în documentul întocmit de el că lăcașul a fost construit potrivit proiectului aprobat de autoritățile guberniale, era trainic, fiind construit din materiale de calitate superioară. 
În fondul arhivistic 1135 a fost depistat actul de vânzare-cumpărare a unei case în satul Grătiești, încheiat la 16 decembrie 1907 între Elena Nicolaevna Musteață, văduvă, locuitoare a orașului Chișinău, și comunitatea satului Grătiești prin intermediul împuternicirilor Mitrofan Florica, Ivan Gâncu, Grigore Caraman, Ivan Stefanov, Eftodii Roibu, casă ce urma să servească drept locuință pentru preotul noii biserici din localitate. Casa este descrisă în document ca fiind în stare bună, având pereții de nuiele, acoperișul din șindrilă, era compusă din trei încăperi și tindă, 9 ferestre, "toate ușile", iar în jurul ei era pământ pe suprafața de "11 prăjini și un oblon", în unități de măsură moldovenești.  Vânzătoarea primea de la împuterniciți 500 de ruble bani ai comunității, achiziția devenind proprietate a comunității, învecinându-se cu locuitorii satul Grătiești la Est Feodor Slobozeanu, la Nord Feodor Zavtoni, la Sud  Ivan Codrean, la Vest Manoil Cauș.
Biserica „Sfânta Treime” a fost sfințită în anul 1908, în prezența unui sobor de unsprezece preoți, după ce toate lucrările, inclusiv instalarea iconostasului, au fost finalizate. Sfințirea a fost realizată de către autoritățile ecleziastice, iar la acea dată, s-a construit și zidul împrejmuitor al bisericii cu fondurile adunate cu ocazia evenimentului religios.

## Arhitectură și structură
Biserica „Sfânta Treime” este o clădire de piatră, având fundația și pereții din piatră și un acoperiș din fier. În cadrul construcției au fost utilizate materiale de calitate superioară, iar arhitectul Mihail Seroținschi a supervizat întregul proiect. Clopotnița bisericii este zidită deasupra pridvorului, iar biserica este prevăzută cu o cupolă centrală.
În anul 1938, în actul semnat de preotul Onisim Budacov, se menționa că biserica din Grătiești avea o suprafață de 312 m², iar terenul aferent era de 2200 m². Casa parohială a fost construită în anul 1925, cu fundație și pereți de piatră cu lut, acoperiul de "șindrilă", cu suprafața 105 m², iar terenul aparținitor clădirii 1380 m². În perioada interbelică, biserica avea o bibliotecă cu 200 de cărți religioase.
Din momentul finalizării lucrărilor de construcție, în anul 1908, și până în anul 1938, pereții exteriori ai bisericii au fost reparați de câteva ori, de asemenea, acoperișul, însă „pe înăuntru pereții bisericii nu s-au văruit niciodată”

## Interiorul bisericii

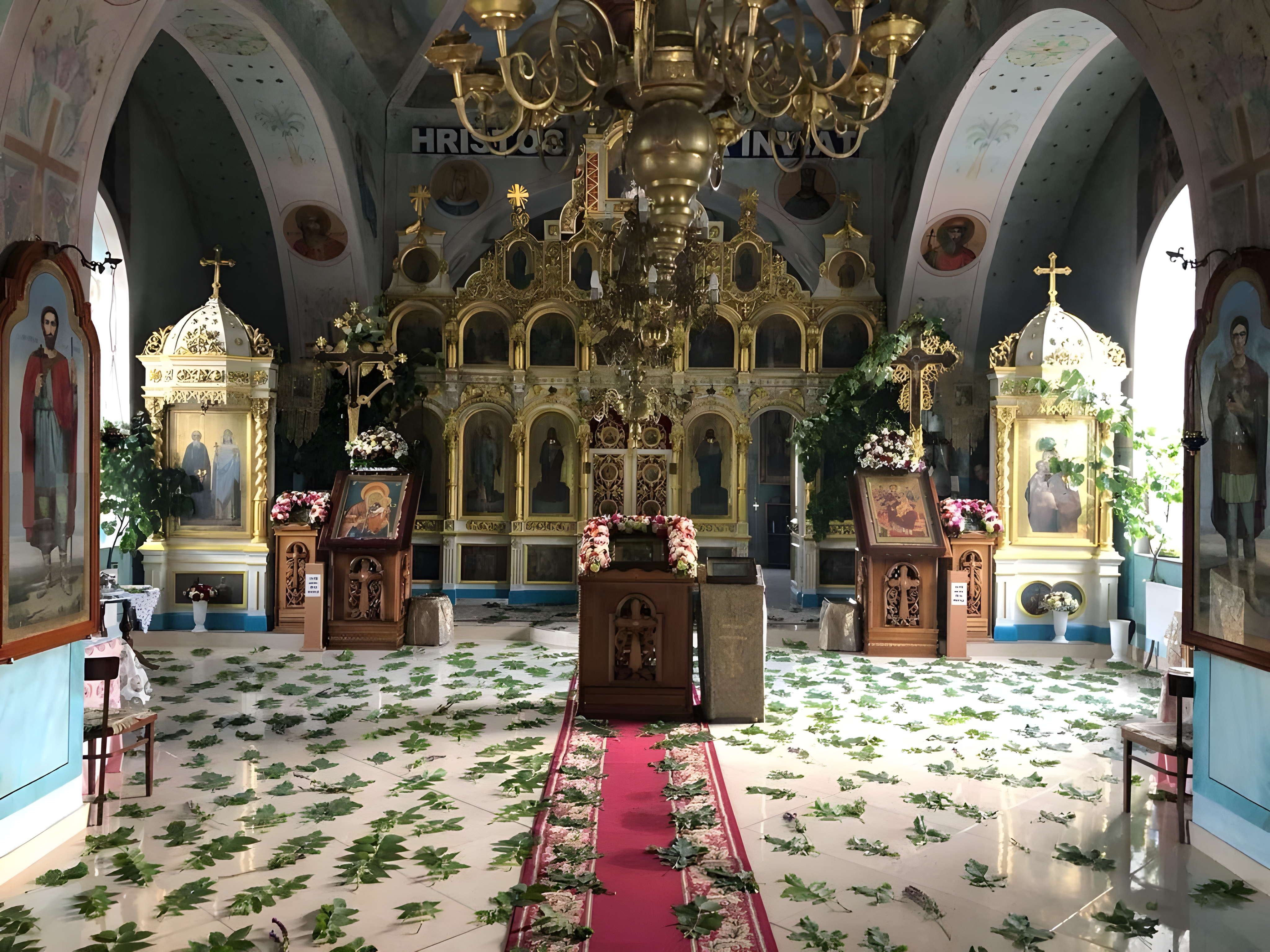
Interiorul bisericii

În biserica „Sfânta Treime” se află o colecție valoroasă de icoane, 90% dintre acestea fiind originale de la înființarea locașului, iar 10% fiind donații din partea enoriașilor, inclusiv din satul vecin, Hulboaca. Policandrul mare din centrul bisericii a fost donat de un ofițer rus. În 1927, biblioteca bisericească conținea aproximativ 200 de cărți.
Arhitectura și picturile  bisericii sunt mărturii ale meșteșugului local și ale influențelor artistice ale epocii. Picturile  de pe pereți și bolți sunt realizate în stil bizantin, ilustrând scene biblice și figuri sfinte, în acord cu practica ortodoxă. Iconostasul este bogat ornamentat, împodobit cu icoane venerate de credincioși. Majoritatea icoanelor au fost pictate la Muntele Sfânt. Unul din pictorii bisericii a fost schimonahul Ireneu Protcenco (numele de botez Ioan), unul dintre cei mai smeriți trăitori în Mănăstirea Sihăstria, fiind cunoscut sub numele de pictorul de la Mănăstirea Sihăstria”.

## Proprietăți și administrare
În Polița de asigurare nr. 244 a parohiei Grătiești, emisă la 27 martie 1939 în București, erau indicate următoarele clădiri și obiecte asigurate:
1. Biserica din satul Grătiești, clădire cu pereții de piatră „învelită” cu fier;
2. „În Biserică iconostasul”;
3. Casa parohială a bisericii, pentru locuința preotului, „învelită” cu șindrilă (numită și „casa parohială nouă”);
4. În ograda casei bisericești, un sarai cu trei despărțituri și beci sub el, cu pereții de piatră „învelit” cu olane;
5. Casa bisericească din satul Grătiești, cu pereți de lemn „învelită” cu șindrilă (numită și „casa bisericească veche”);
6. Clădirea din ograda bisericii destinată storojiei, cu pereții de piatră, „învelită” cu olane.

În dosarul privind starea materială a clerului din județul Lăpușna pentru anul 1937, sunt înscrise următoarele informații despre parohia Grătiești:
1. Biserica a fost construită în anul 1908 cu stăruința locuitorilor din satul Grătiești și din jertfiri adunate cu condica de milă;
2. Clădirea este din piatră, cu acoperământ de lemn și „învelită” cu fier negru, boit cu mediancă;
3. Clopotnița este de piatră, zidită deasupra pridvorului;
4. Pristolul este dedicat Sf. Treimi, iar hramul bisericii se serbează în lunea de după Pogorârea Sfântului Duh;
5. Biserica dispune de obiecte bisericești și veșminte suficiente;
6. Conform statului, sunt prevăzute un preot și un cântăreț bisericesc;
7. Clerul primește salariul de la stat;
8. Biserica deține terenuri: sub casa bisericească – 3.000 m² și 19 hectare de teren arabil destinate întreținerii clerului, situate la aproximativ 1 km de biserică.

Pe un hectar din acest teren, aflat pe moșia Gulboca, preotul parohiei Grătiești, Onisim Budacov, a plantat o vie în anul 1930, utilizând butași cumpărați cu fonduri proprii. Imobilele aflate în proprietatea personală a preotului erau distincte de averea bisericii, incluzând cinci hectare de pământ situate pe moșia Băcioi, județul Lăpușna. Preotul Onisim Budacov slujea la biserica din Grătiești din anul 1925. Cântărețul Gheorghie Zahar avea, la rândul său, șase hectare de teren pe moșia Grătiești și o casă în proprietate personală.

## Rolul religios și cultural
Biserica „Sfânta Treime” a fost un centru religios activ pentru localnicii din Grătiești, oferind slujbe religioase și activități religioase regulate. Biserica a fost și este un loc de rugăciune, slujbe religioase și ceremonii creștine esențiale, cum ar fi botezurile, cununiile și înmormântările. În ciuda perioadelor de prigoană religioasă și a regimurilor politice represive, biserica a continuat să fie un loc de rugăciune neîntrerupt. Chiar și în perioada regimului sovietic, biserica a păstrat tradiția slujbelor divine. Preoții care au slujit în biserică au fost piloni de sprijin pentru comunitate în perioade de criză sau schimbări sociale.

## Patrimoniu și protecție
Biserica, cu o vechime de peste un secol, în anul 2024 a împlinit 120 de ani, este un exemplu de arhitectură și tradiție religioasă locală. Aceasta reflectă istoria, obiceiurile și credințele comunității. În anul 1939, Biserica „Sfânta Treime” a fost asigurată pentru suma de 360,000 lei, conform Poliței de asigurare nr. 244 emisă la București. În această poliță erau incluse nu doar biserica în sine, dar și alte construcții asociate acesteia, precum casa parohială, un sarai cu trei despărțituri și beci, și clădirea pentru storojie. Biserica reflectă schimbările politice, sociale și economice prin care a trecut Grătieștiul, având adesea un rol de rezistență culturală în fața provocărilor, inclusiv în perioade de restricții religioase.

## Reparații și modernizări
De-a lungul decadelor, biserica a suferit mai multe reparații importante. În anii 1970, protoiereul Stepan Constantin a inițiat lucrări de reparație, iar în 1985, protoiereul Ioan Știrbu a realizat o reparație cosmetică a bisericii. În 2004, când protoiereul Victor Pleșca a devenit paroh, au fost demarate lucrări de reparație capitală, esențiale pentru conservarea și înfrumusețarea lăcașului. Printre lucrările importante realizate s-au numărat:
- Deschiderea cupolei centrale pentru a permite o iluminare mai bună a interiorului bisericii.
- Înlocuirea feroneriei (uși și feronerie din stejar).
- Pictarea integrală a bisericii, inclusiv a altarului.
- Construirea unui cafastru cu rezonanță mai mare.
- Amenajarea unui izvor pe terenul bisericii.
- Construirea unei noi case parohiale, schimbarea porții și plantarea de arbori și flori decorative pe teritoriu.[1]

## Preoții slujitori
De-a lungul istoriei sale, biserica „Sfânta Treime” a fost slujită de următorii preoți:
- Protoiereu  Abajer Gheorghi (1908-1922)
- Protoiereu Bocanovschi Mihail (1916-1922)
- Protoiereu Jereghia Nicolai (1922-1928)
- Protoiereu Cunschi Grigore (1928-1933)
- Protoiereu Budacov Onisim (1933-1938)
- Protoiereu Schidu Mihai (1938-1942)
- Protoiereu Varzari Ioachim (1942-1944)
- Protoiereu Elifani Mihail (1944-1945)
- Protoiereu Coletchi Nifon (1945-1948)
- Protoiereu Moroz Gavriil (1948-1958)
- Protoiereu Sălaru Nicolae (1958-1959)
- Protoiereu Fiodor (1959-1970)
- Protoiereu Stepan Constantin (1970-1984)
- Protoiereu Bircă Ștefan (1984-1985)
- Protoiereu Vinoagă Ioan (1985)
- Protoiereu Știrbu Ioan (1985-2024)
- Protoiereu Iamandii Serghei (1998-2003)
- Preot Novac Ioan (2003-2024)
- Ieromonah Agafanghel (parohul bisericii Pleșca Victor, 2004-2024)

## Galerie

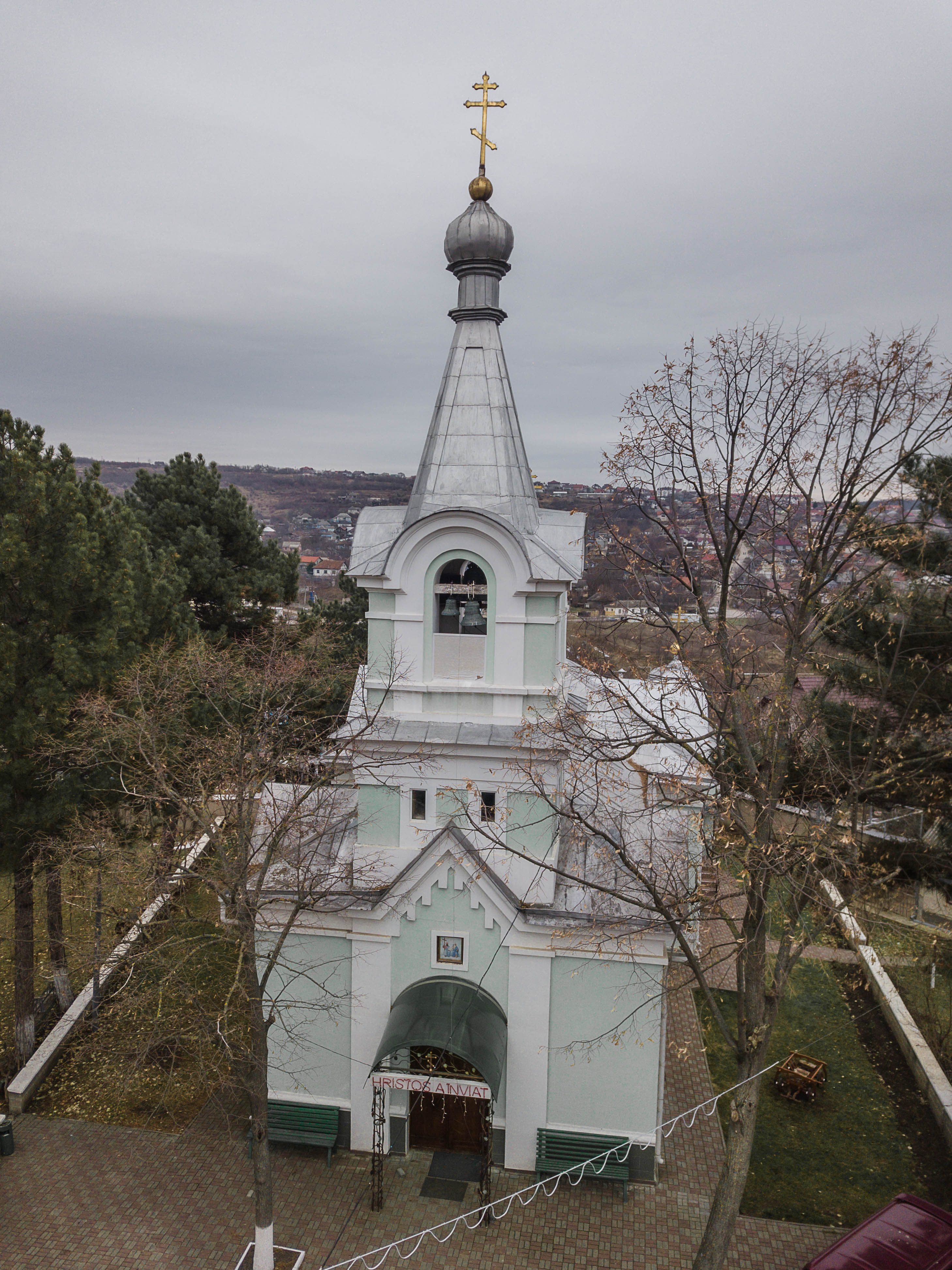
Biserica „Sfânta Treime” din Grătiești
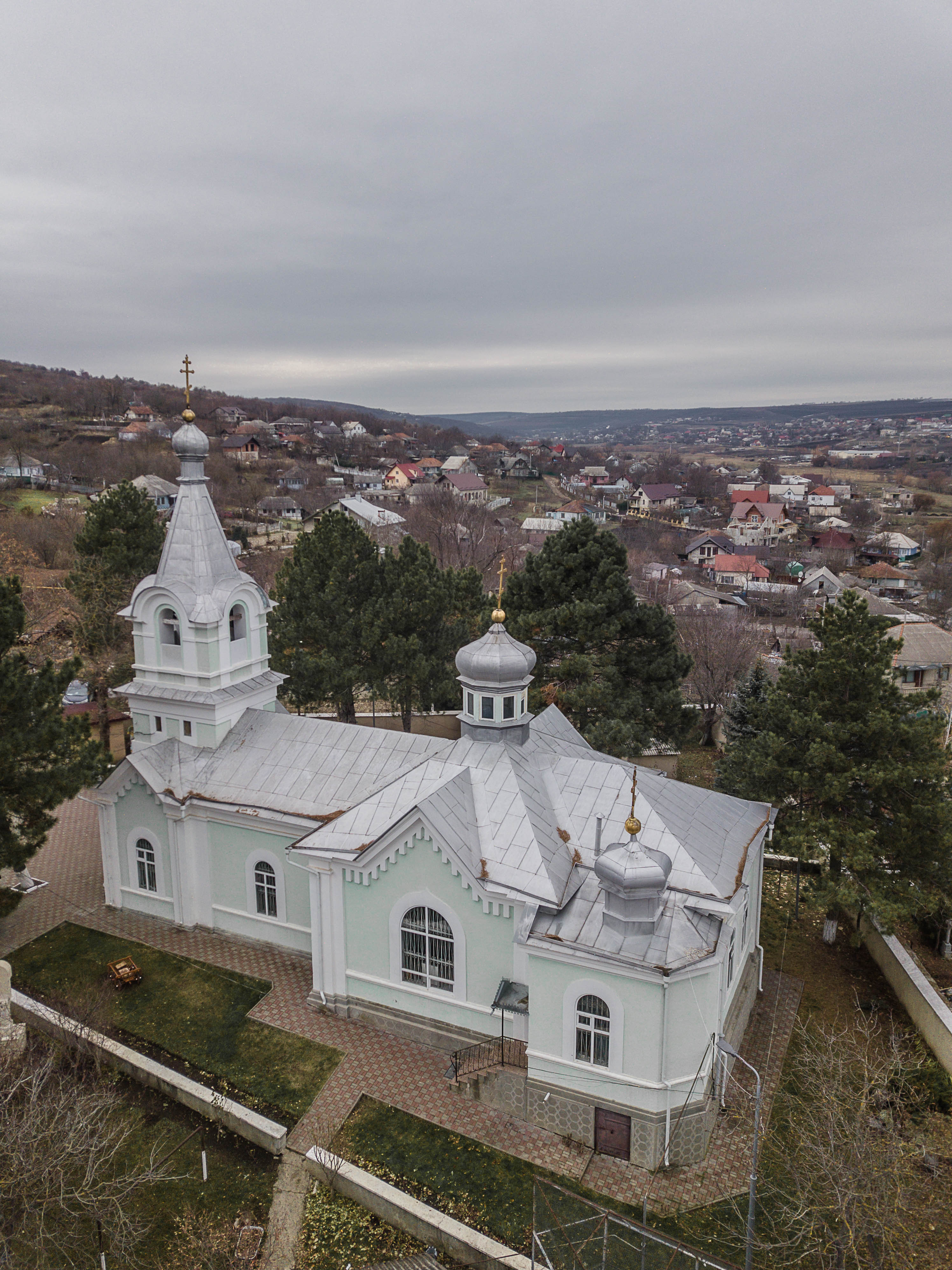
Partea laterală a Bisericii
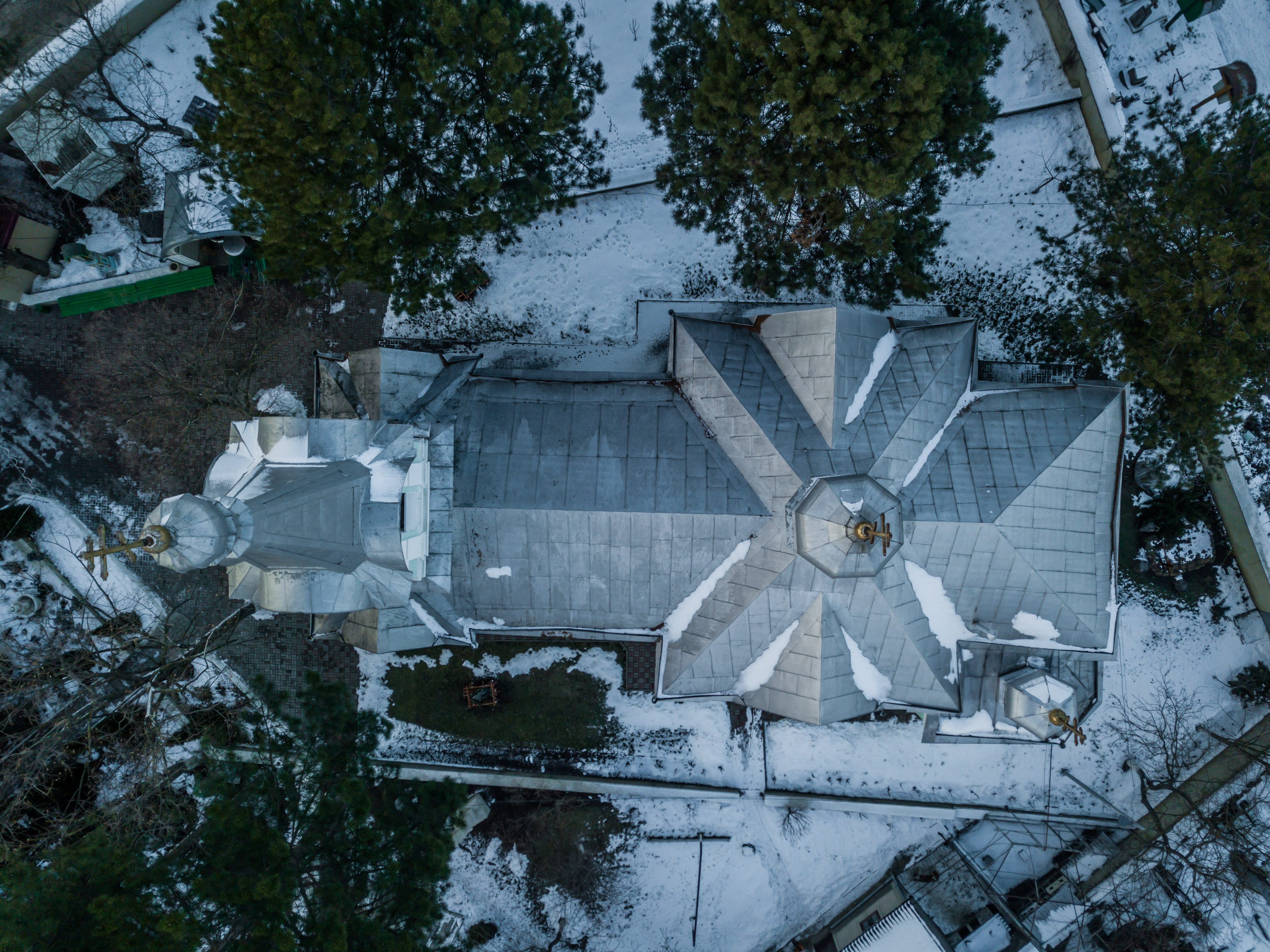
Acoperișul Bisericii
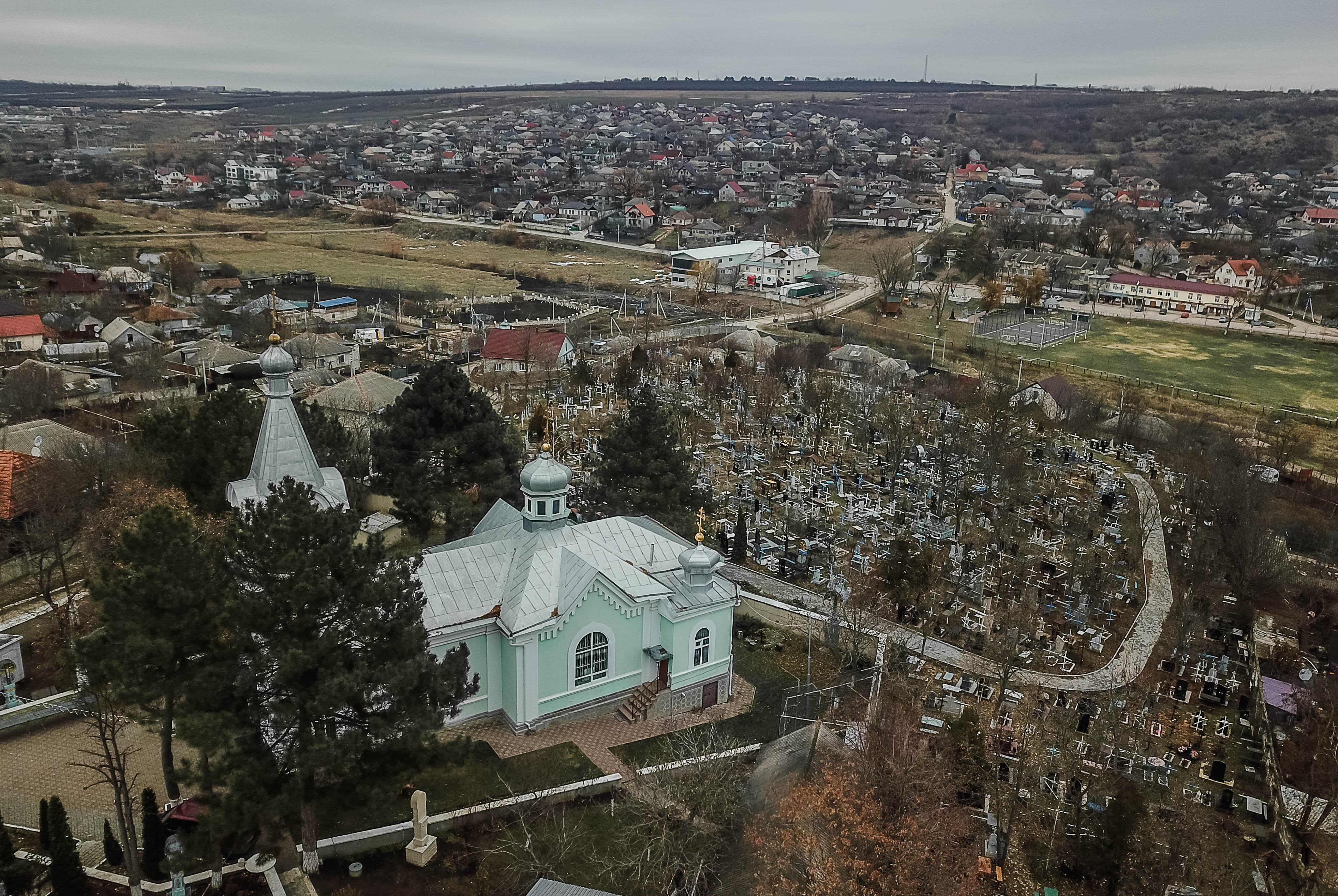
Biserica cu deschidere la cimitir
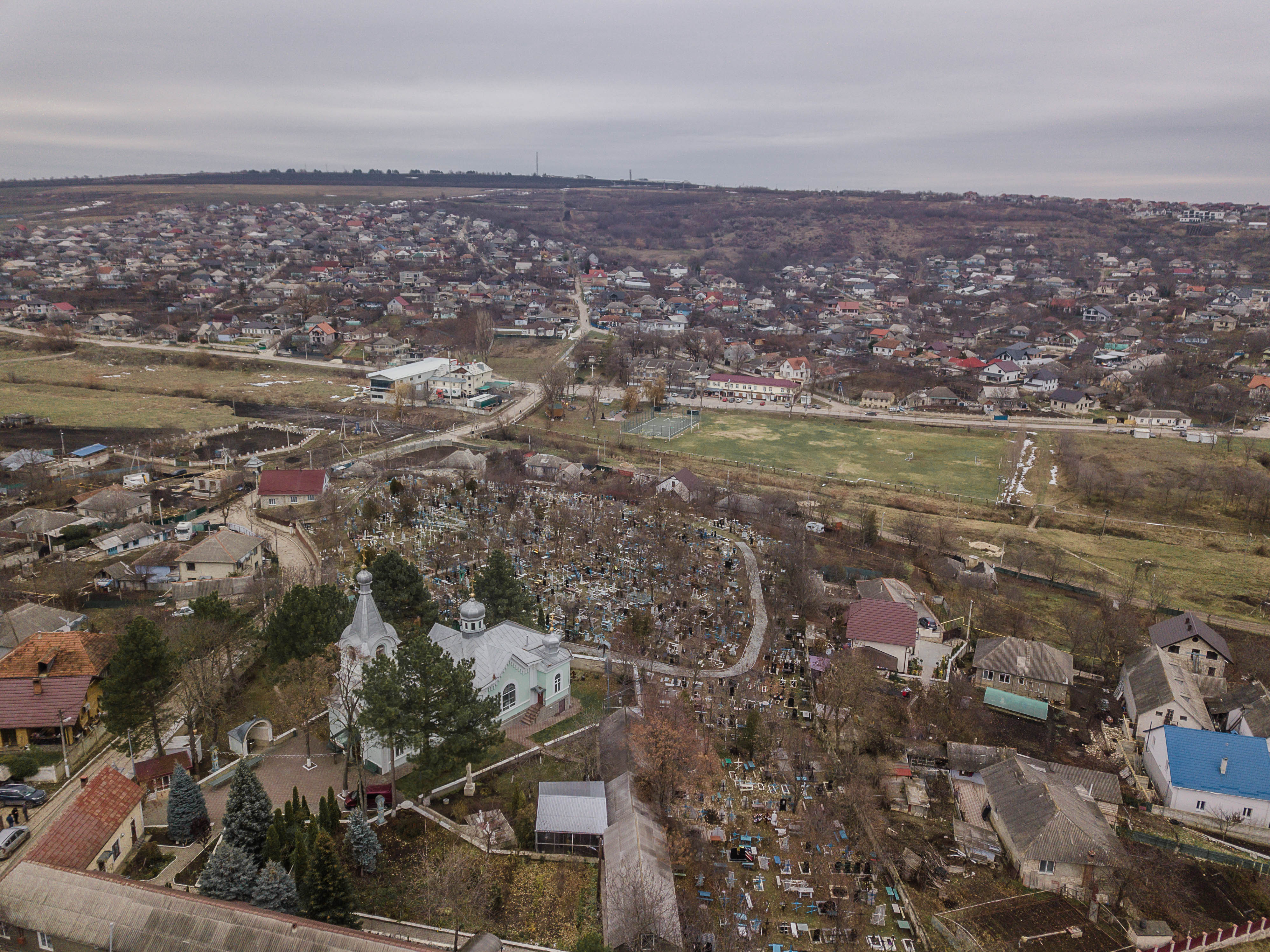
Biserica și cimitirul în întregime
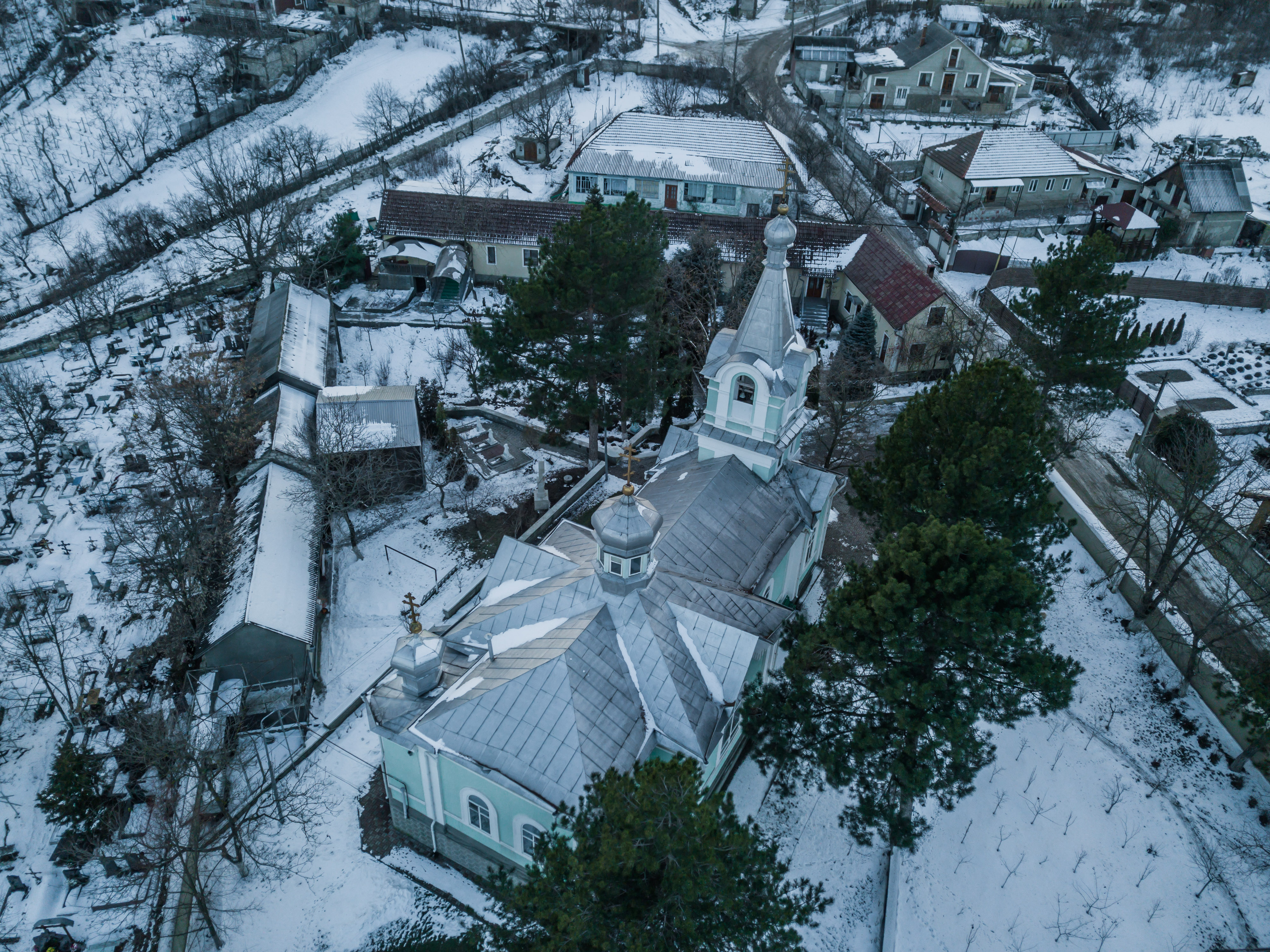
Biserica în timpul iernii
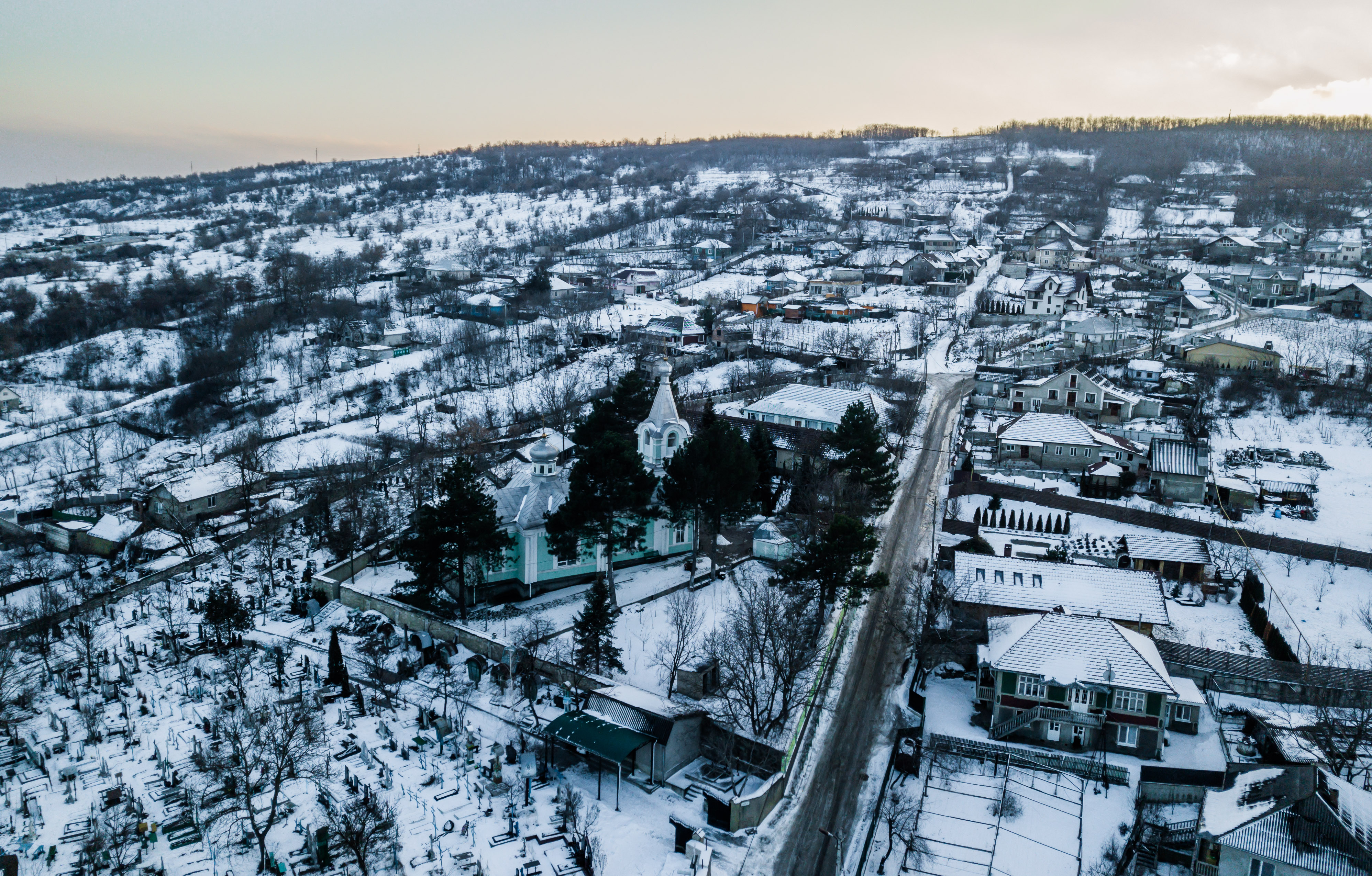
Biserica „Sfânta Treime”
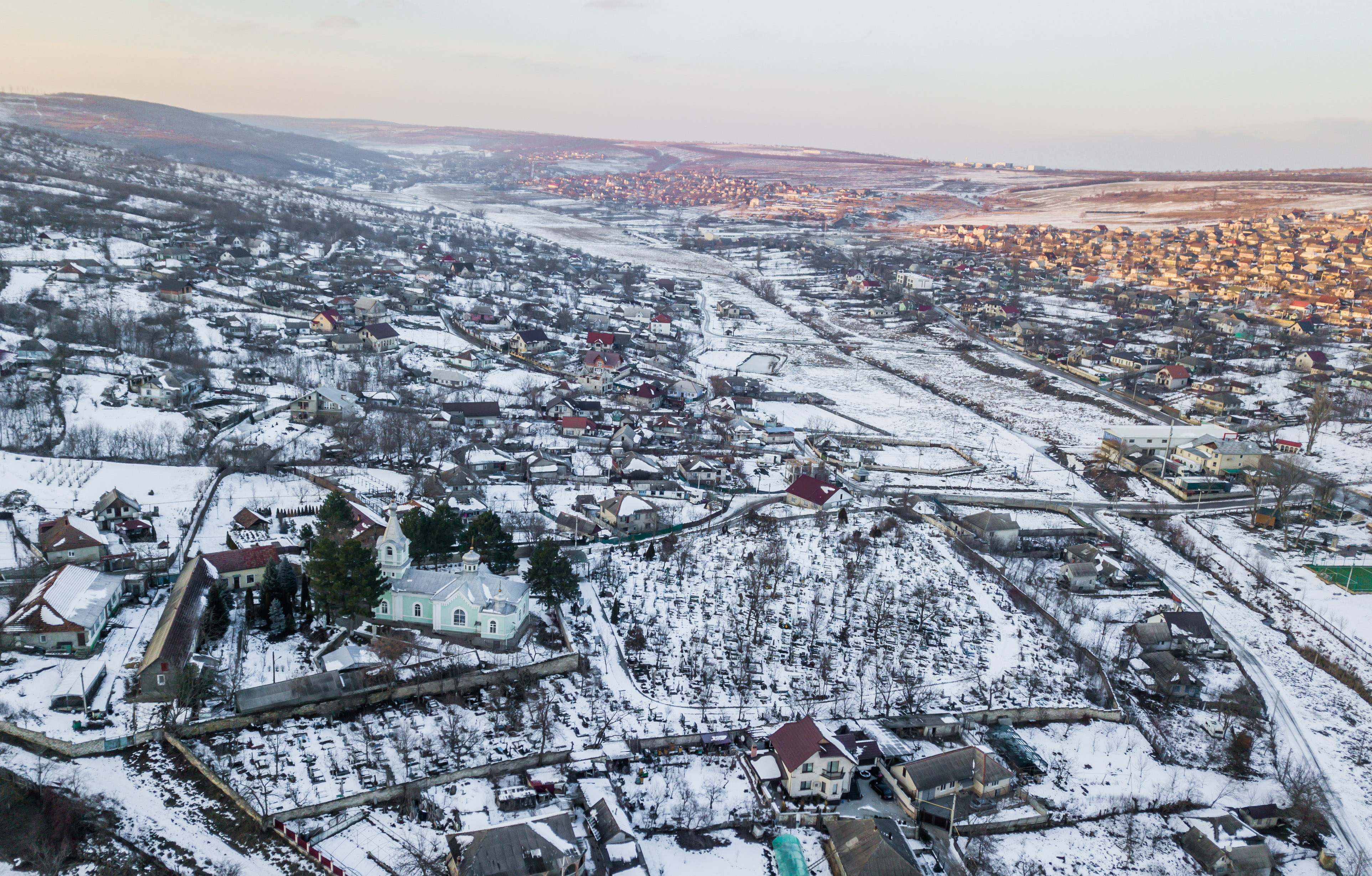
Biserica „Sfânta Treime” iarna
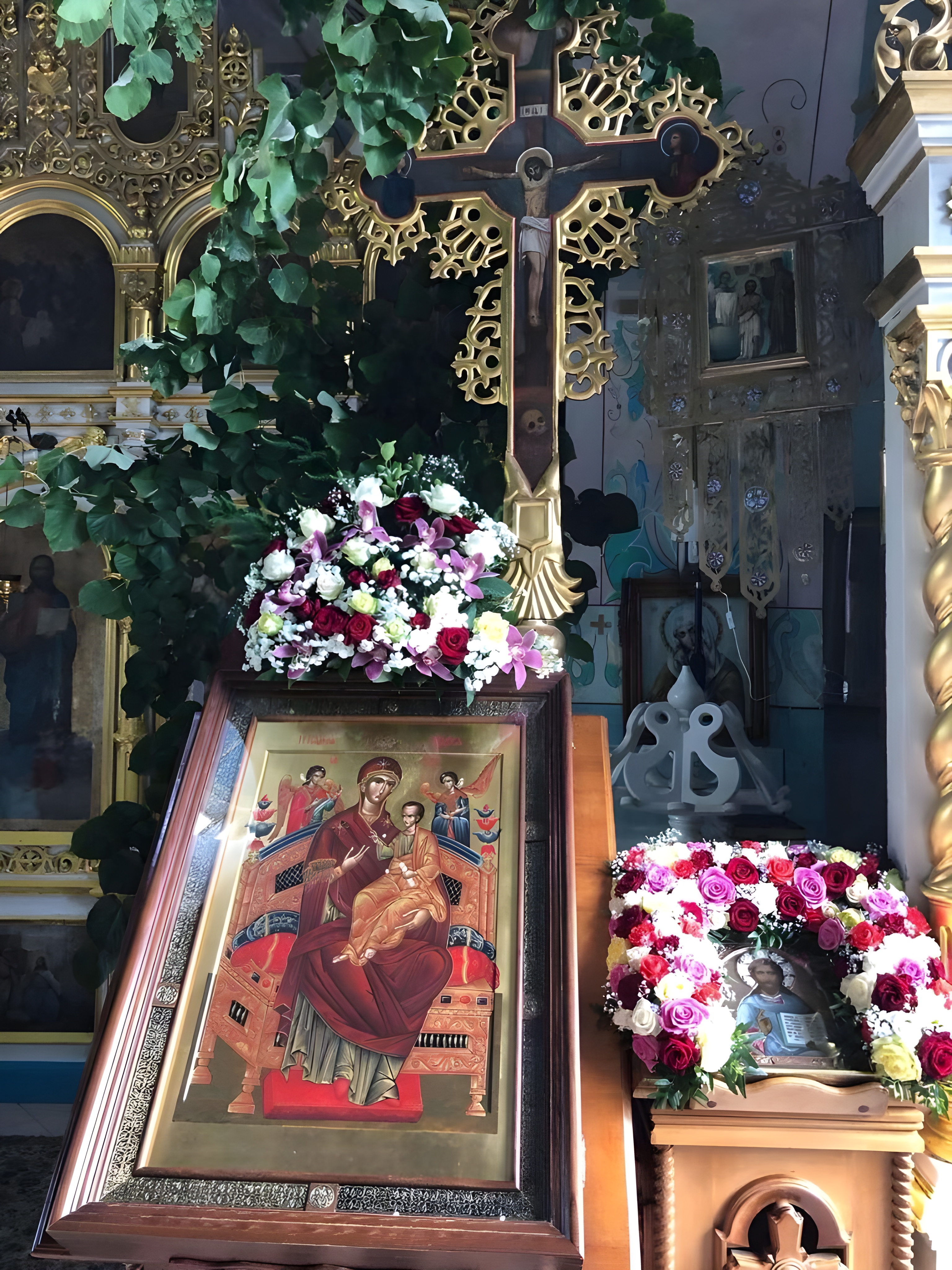
Icoane religioase și flori
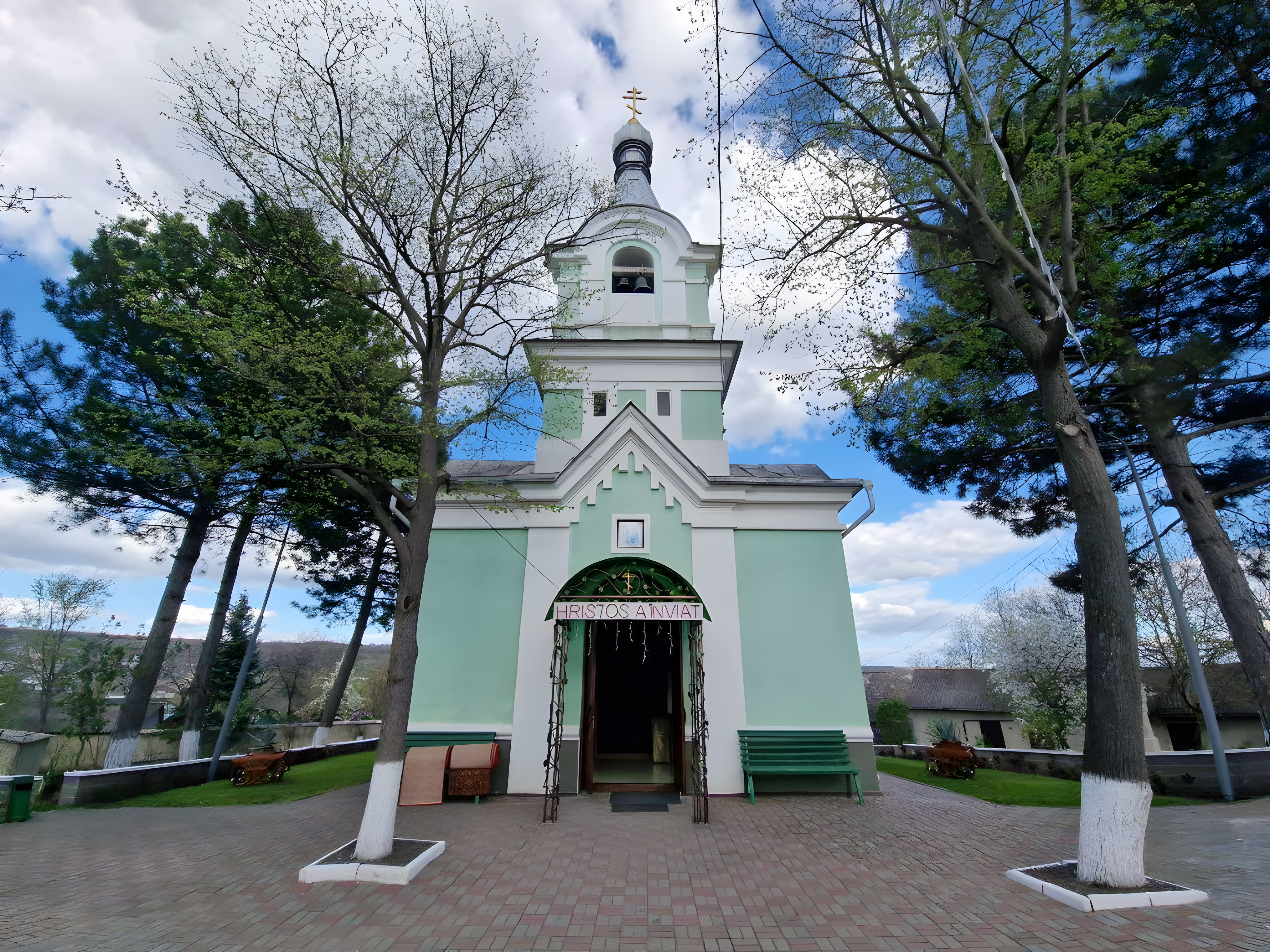
Biserica între copaci
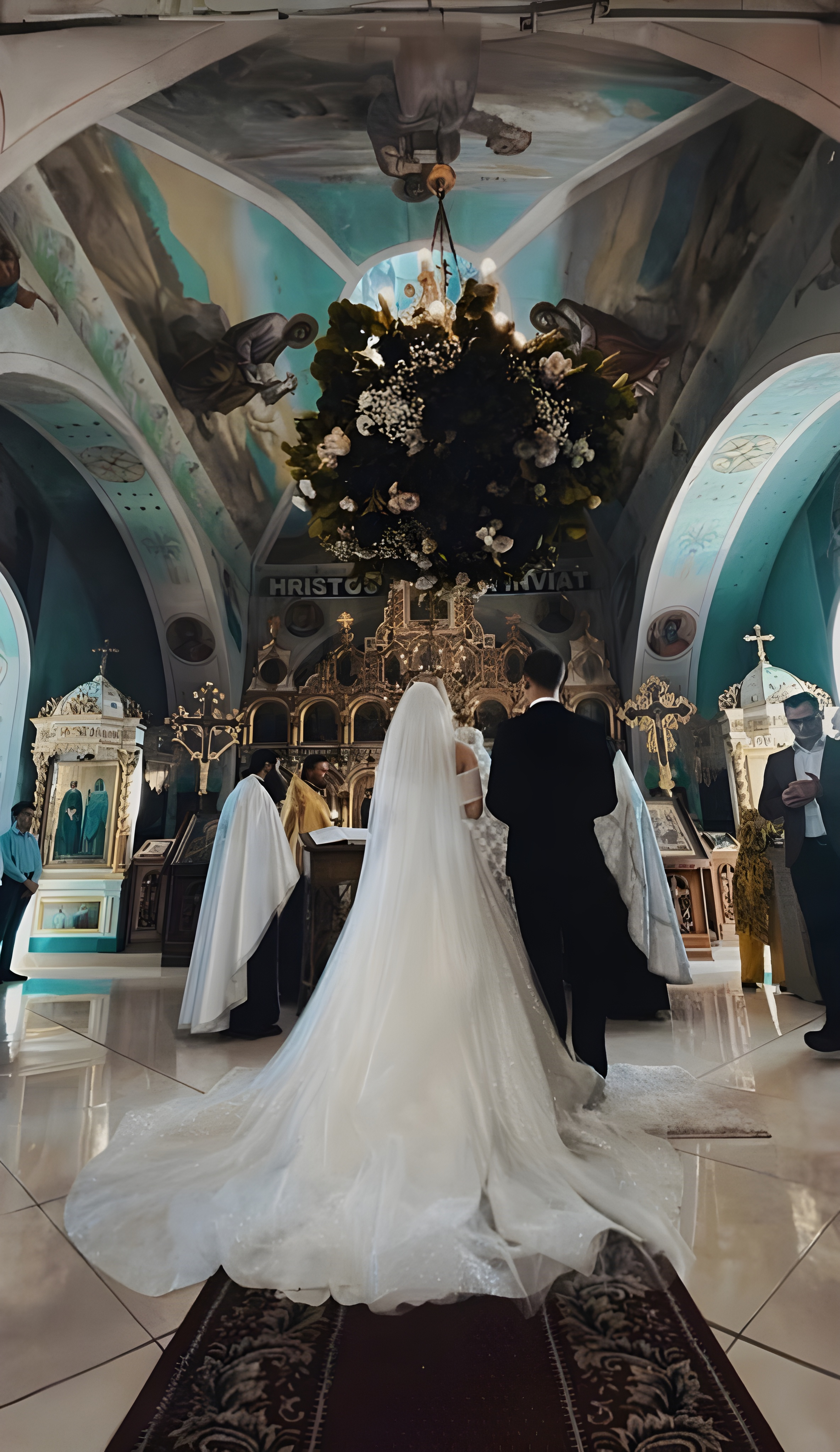
Cunună în biserică
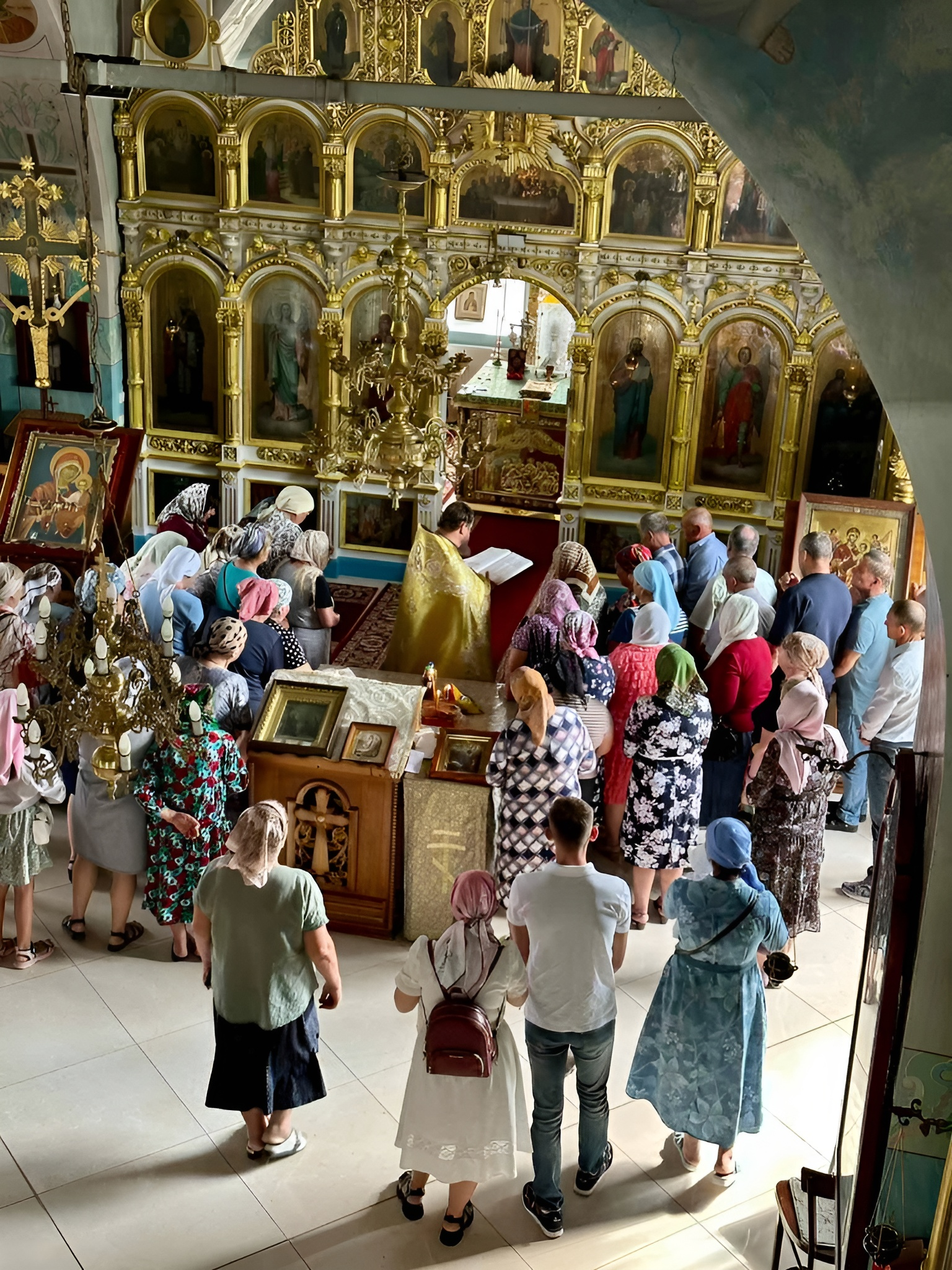
Slujbă religioasă în biserică
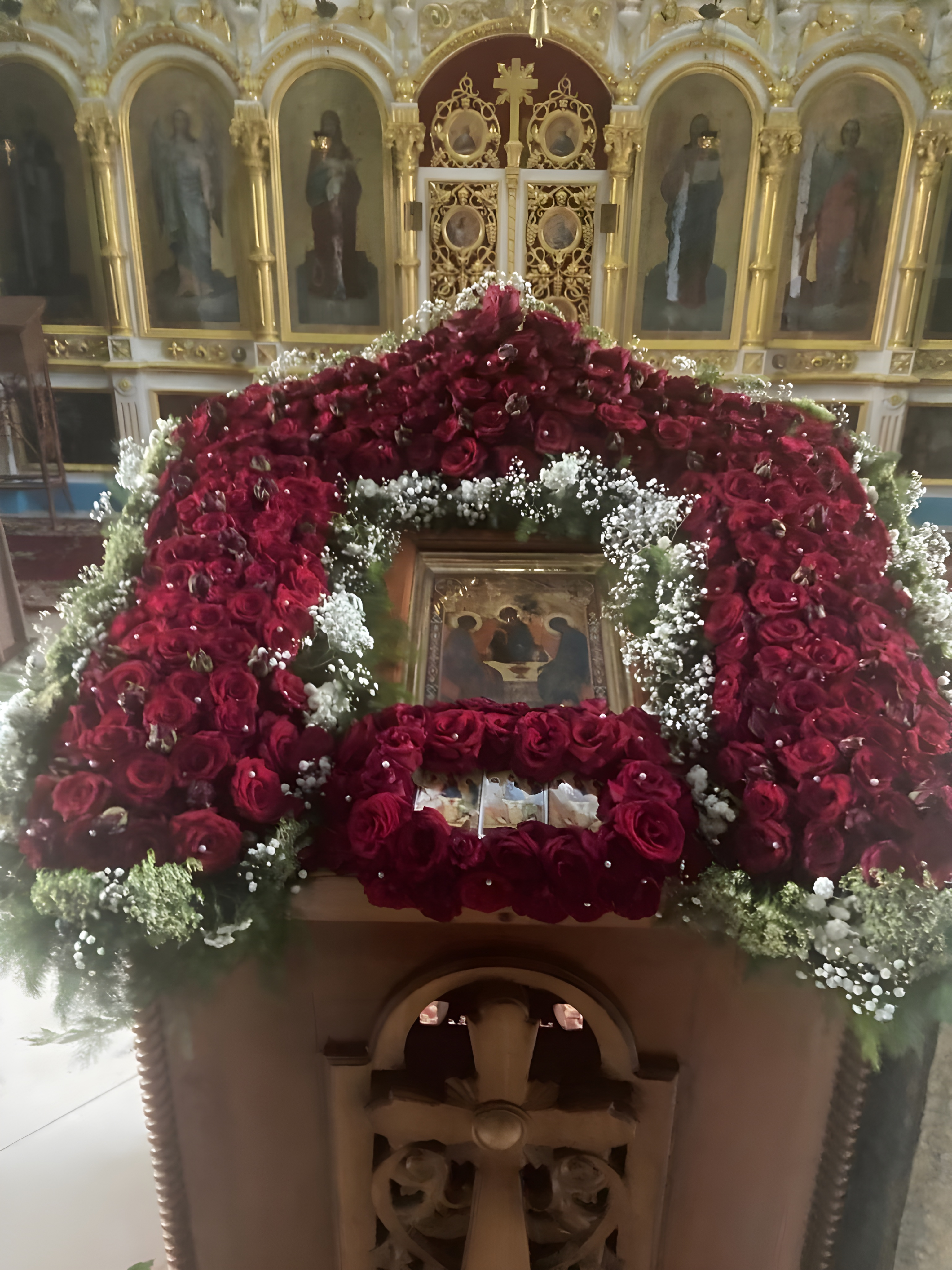
Icoană încadrată cu flori
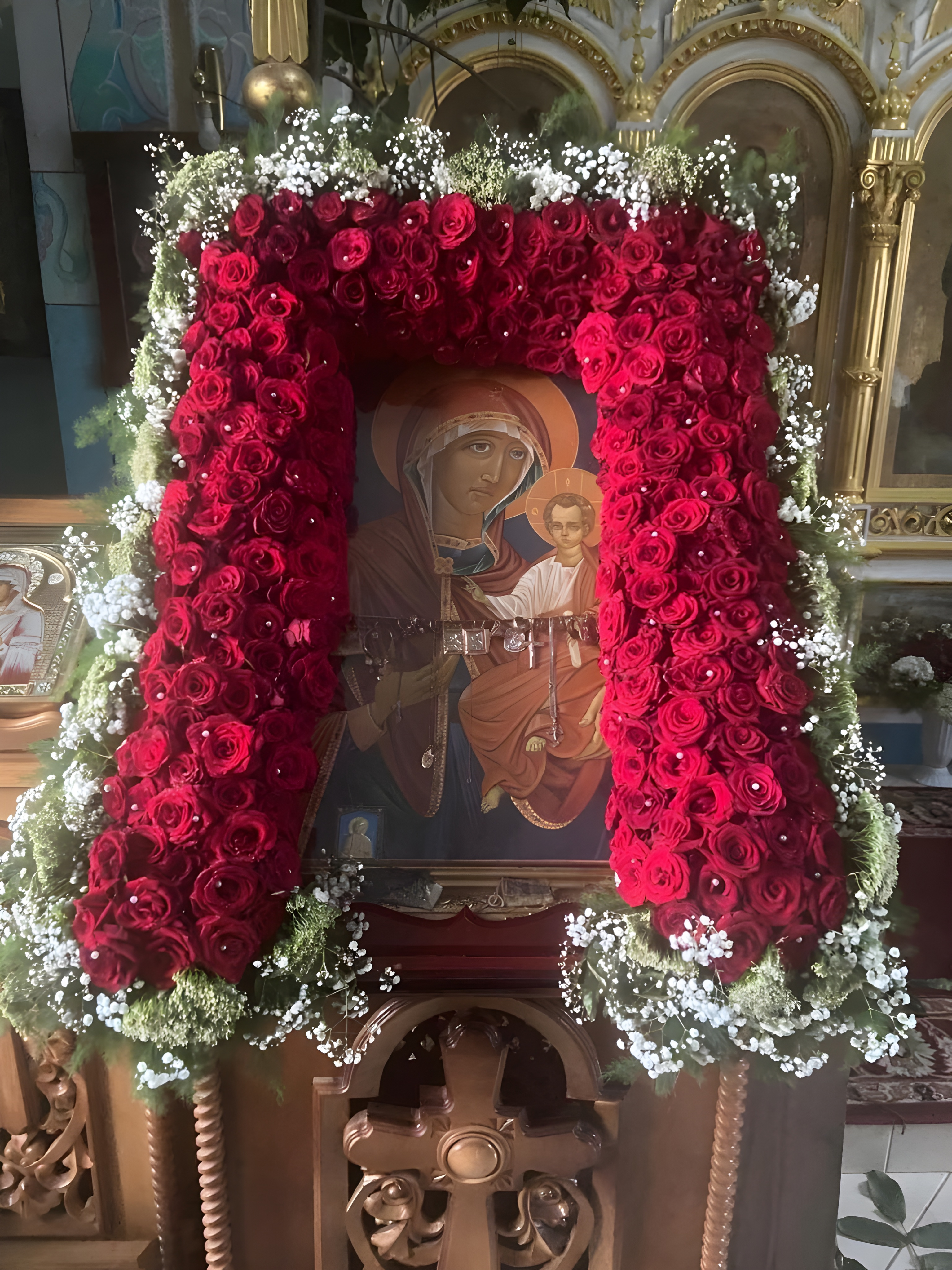
Icoană cu flori
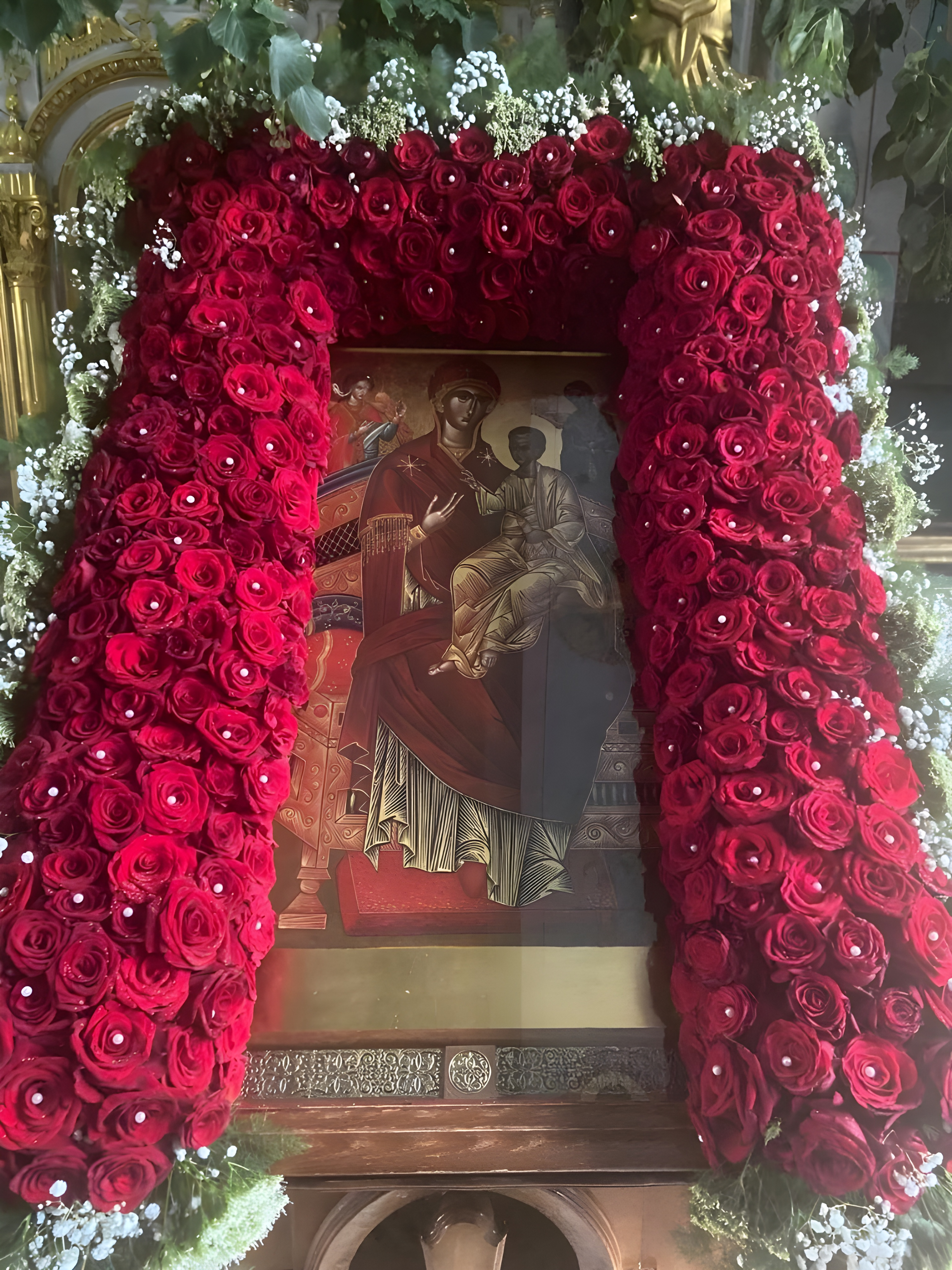
Icoană religioasă decorativă
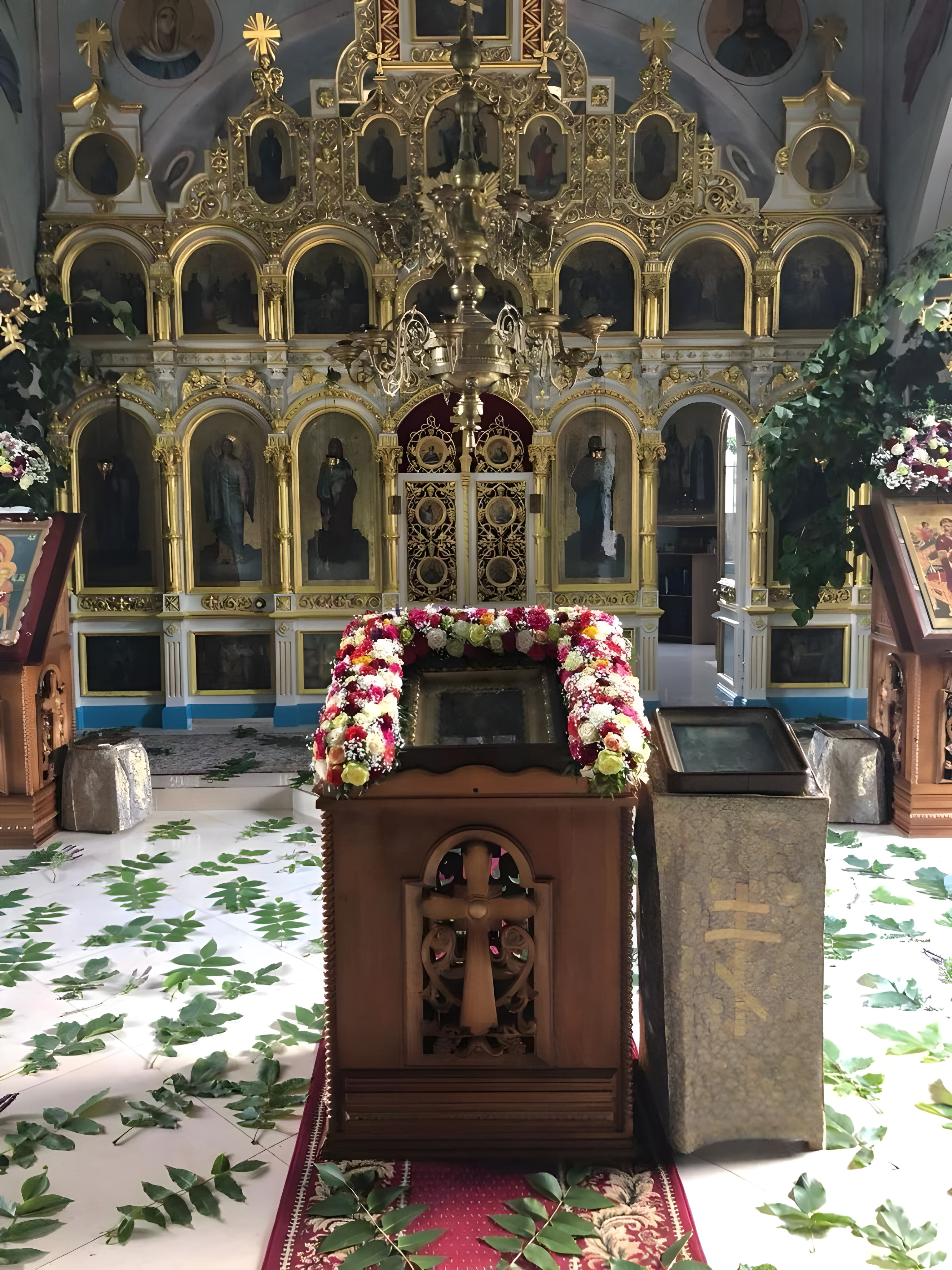
Icoană cu flori
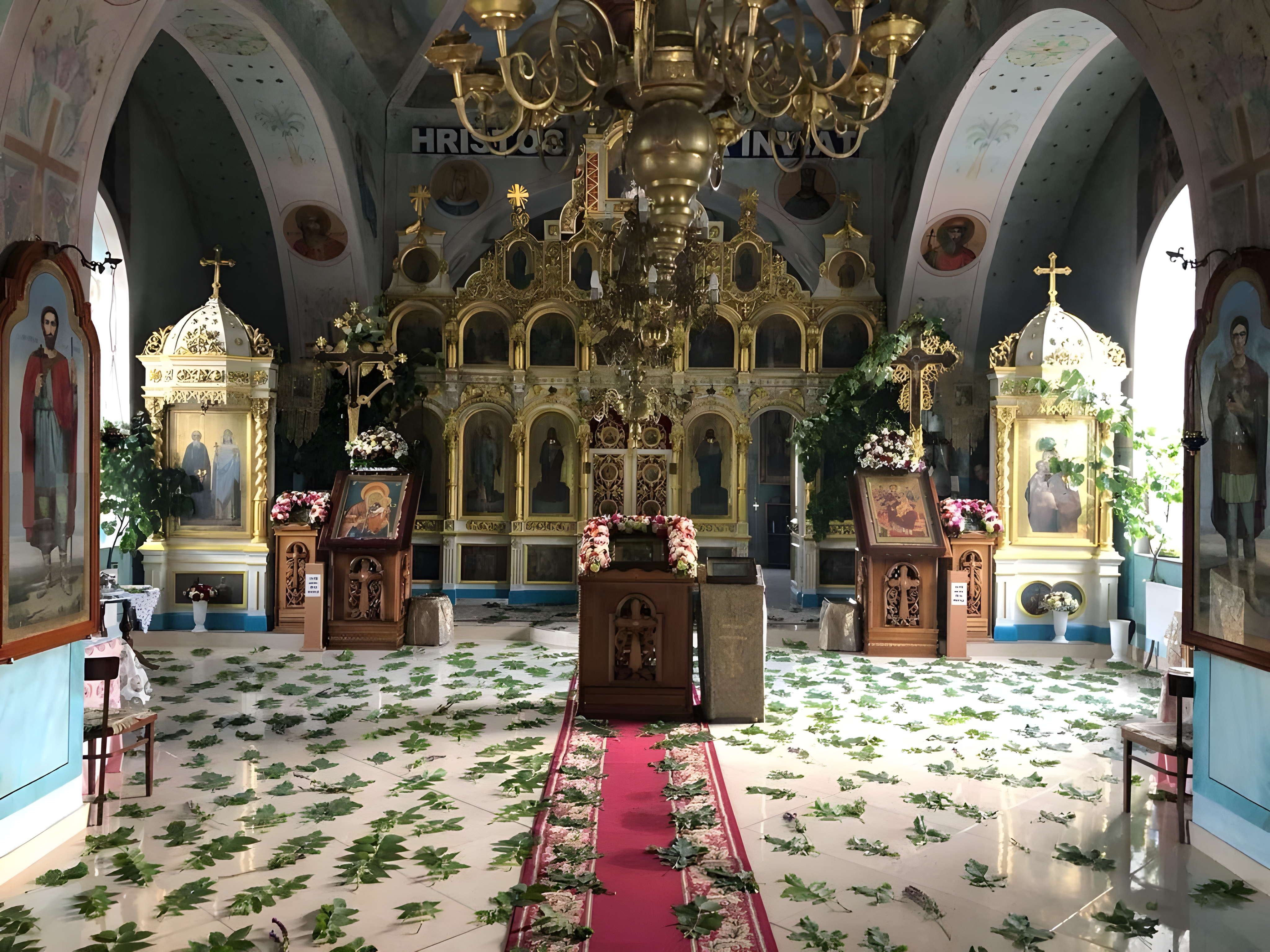
Interiorul bisericii
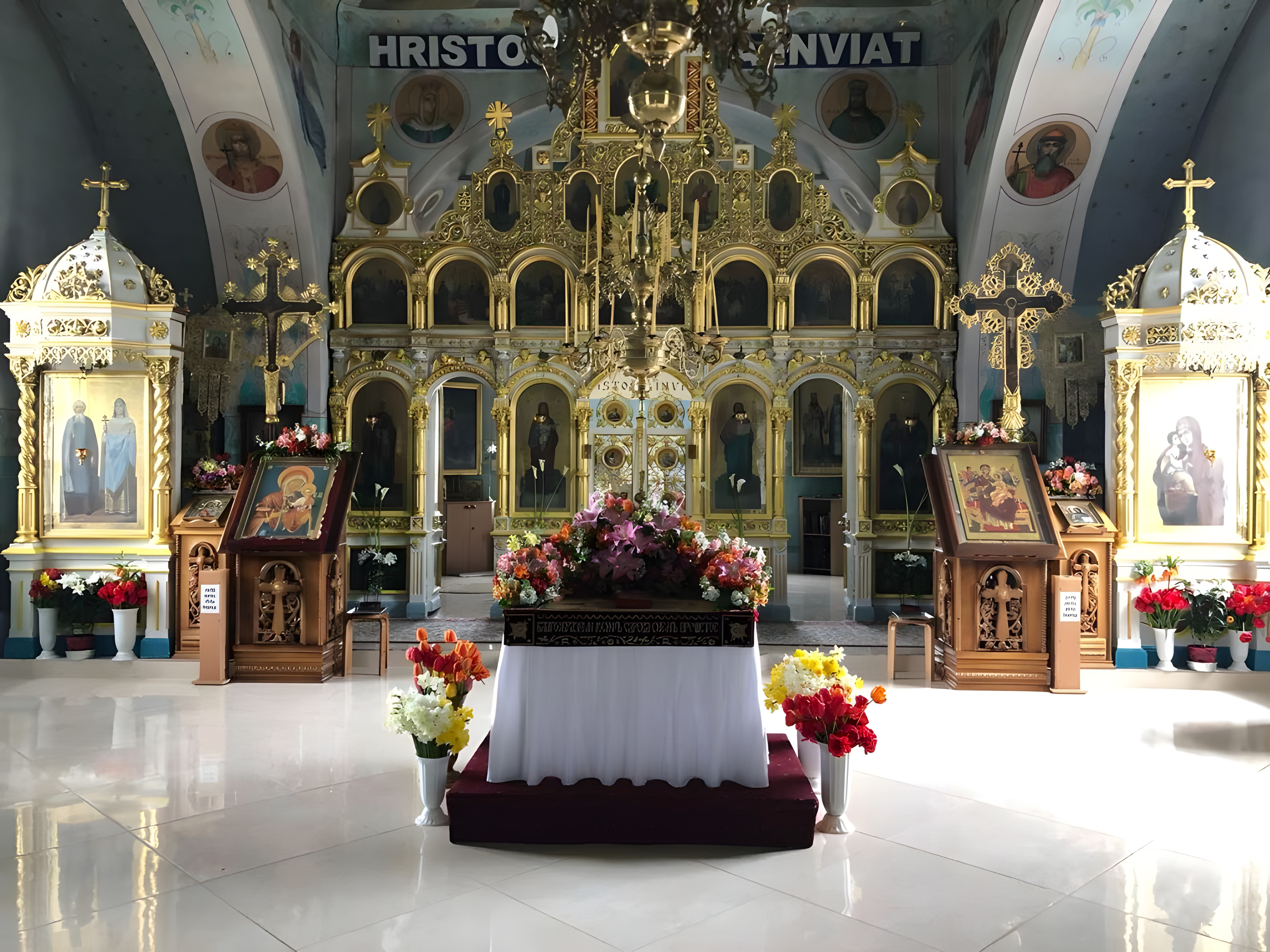
Decoruri din interiorul bisericii
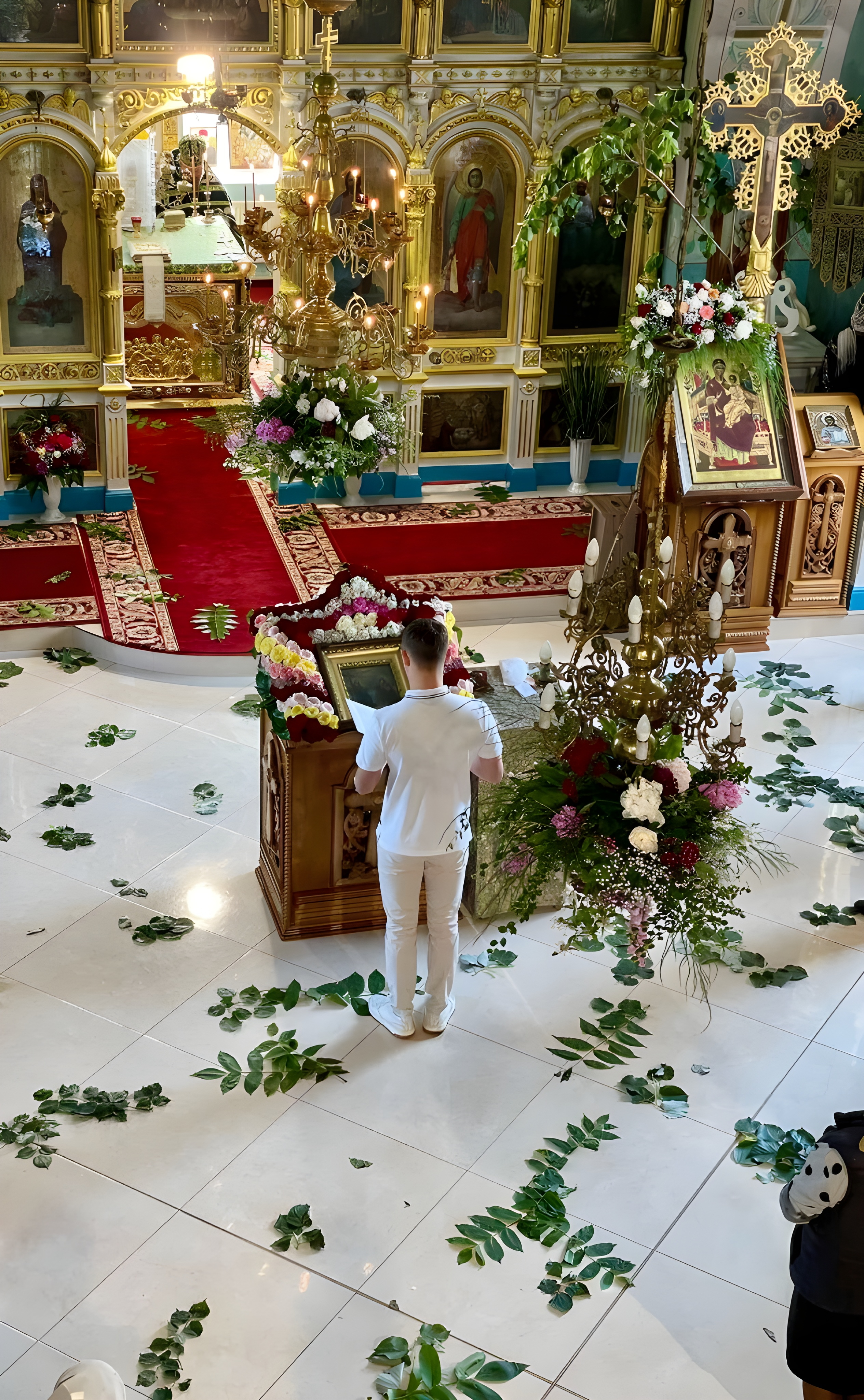
Citirea unei rugăciuni
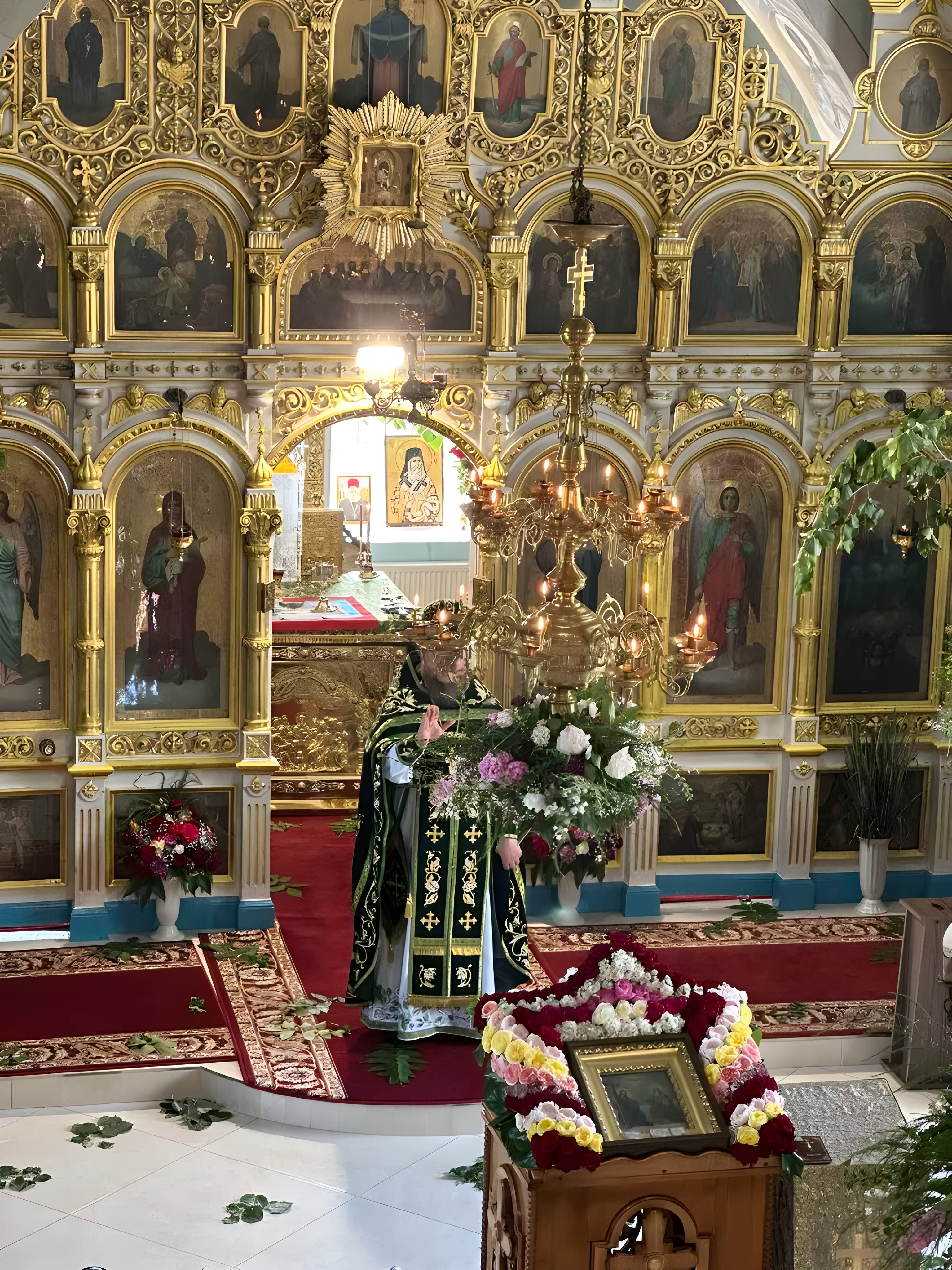
Ieromonah Agafanghel în interiorul bisericii
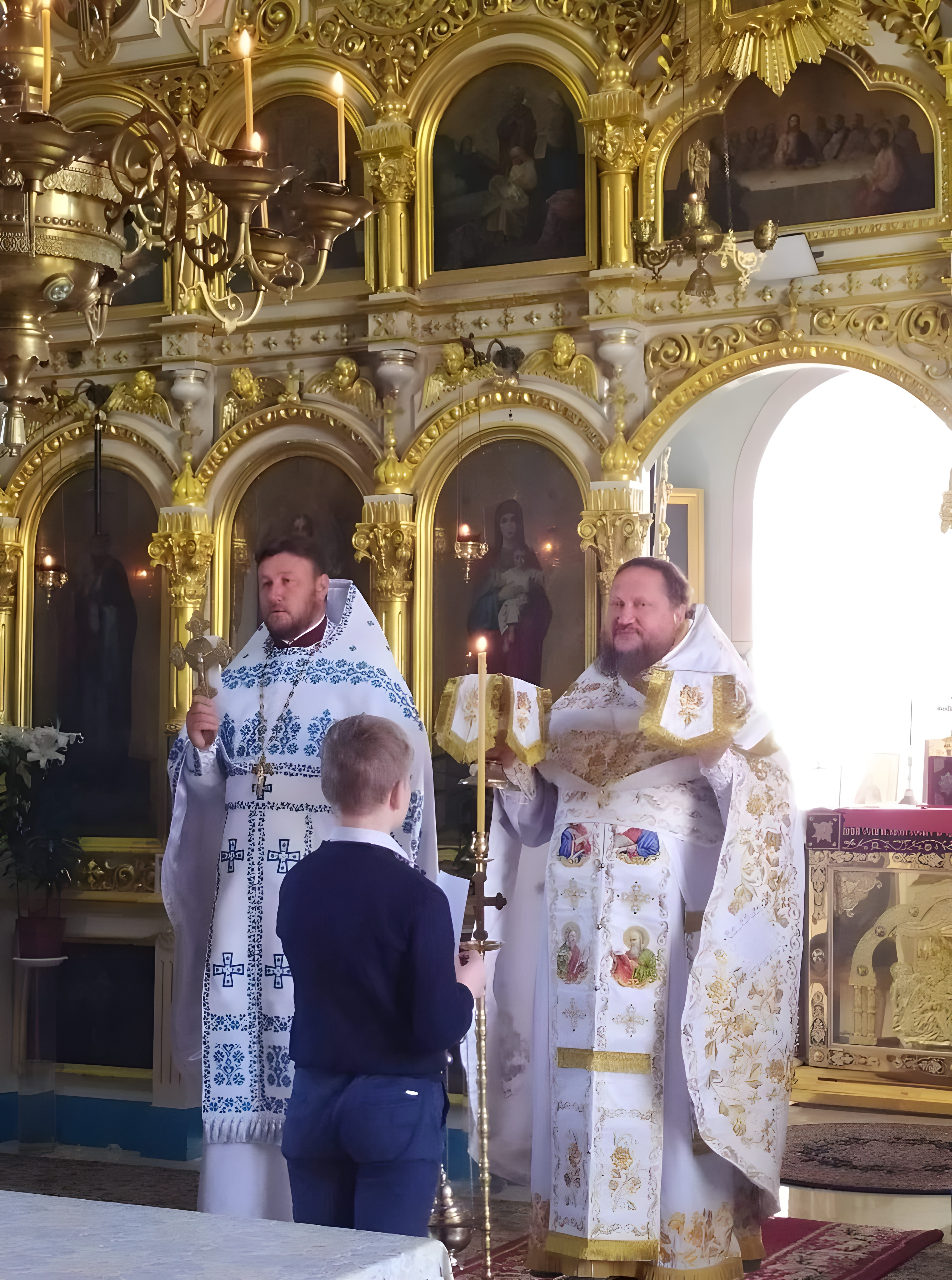
Protoiereul Știrbu Ioan și Ieromonah Agafanghel